# Невестулка
Невестулка (на латински: Mustela nivalis) е най-малкото животно от разред Хищници. Тя е хищен бозайник от семейство Порови.

## Общи сведения
Както всички членове на рода Порове, невестулката е животно с тънко тяло, дълга опашка и къси крака, като това ѝ дава възможност да гони плячката си (предимно малки гризачи) дори в дупките им. Козината на гърба е червеникаво-кафява на цвят и е по-ярка от тази на другите порове. Коремната страна е бяла, както и частта от гушата към корема. При северните популации козината става чисто бяла през зимата, като това служи за камуфлаж сред снега. По тази причина в някои северни региони е известна още като снежна невестулка, а в Норвегия и Швеция я наричат снежна мишка. В Холандия и Белгия обаче не е чисто бяла през зимата. Ареалът ѝ се застъпва с ареала на хермелина, с когото много си приличат, но той има по-големи размери от нея. Освен това хермелинът не се среща често в средиземноморския регион. Третата съществена разлика е, че върхът на опашката на хермелина е черен на цвят.
Дължината на тялото рядко надхвърля 23 cm. Опашката е дълга около 6 cm. Тежат 36 – 250 g (мъжки) и 29 – 117 g (женски). Женската е по-дребна от мъжкия, като индивидите в Южна Европа са малко по-големи от тези в Северна Европа.

## Разпространение
Разпространена е в Палеарктичната област (с изключение на Ирландия, Арабския полуостров и островите в Северния ледовит океан), в Япония, както и в Неоарктичната област – от Аляска и Северна Канада на север до Уайоминг и Северна Каролина на юг. Привнесена е и в Нова Зеландия.
Живее в селскостопански дворове, ливади, гъсталаци, открити горски участъци, прерии, степи, полупустини. Приспособени са към живот в тундрата. Избягват гъстите гори, пясъчните пустини и откритите пространства.

## Начин на живот и хранене
Мъжките и женските живеят отделно, освен по време на размножителния период. Активна предимно през нощта. Силно развито обоняние. Спекулативно е твърдението, че невестулката е отровна. Усложненията, свързани с ухапване от невестулка, се дължат по-скоро на гнилостните бактерии в устната ѝ кухина.
Храни се предимно с дребни бозайници (най-вече гризачи), с влечуги, птици, жаби и насекоми. Преди да нападне жертвата си, тя проследява нейното движение. Убива като захапва за врата.
Най-големите врагове на невестулката са птиците от разреди Совоподобни и Ястребови. Най-голяма заплаха за малките представляват змиите.

## Размножаване
Рядко се стига до чифтосване без битки. Женската може да се размножава един или два пъти годишно, стига да има достатъчно храна. Размножават се най-често през пролетта и в края на лятото. Бременността трае 34 – 37 дни. От едно поколение се раждат средно по 3 – 9 малки. Майката отбива малките след 18 дни. Те достигат полова зрялост на 4 – 8 месеца.

## В културата
В традиционния български фолклор невестулката (също батова булчица, калиманка, попадийка, кадънка, власица, байнова булка, попова булка, попова снаха) е смятана за интелигентно, но зловредно и отмъстително животно. Името си дължи на различни легенди, според които произлиза от опърничава млада невяста, прокълната от своите свекър и свекърва, заради които се смята, че тя особено мрази възрастни хора. Докато е човек, невестулката обичала да преде, затова поставянето на хурка и вретено помага да се предотвратят правените от нея пакости. Тя най-често убива кокошки, но някои разкази и приписват и повреждането на дрехи. От друга страна невестулките унищожават мишките и понякога са умишлено викани в къщите.
В Македония също е разпространено вярването, че невестулката е булка, превърнала се в малко зло животно, което от завист разкъсва роклите на други булки. Според българския зоолог Николай Боев, европейските народи още от далечни времена създават за нея умилостивяващи имена като „невестулка" (от невеста), „убавичка", „ненагледница“, „ласка" (на руски), „белет" (bellette – фр. хубавица).